# Silver Fox Island
Silver Fox Island är en ö i Kanada.   Den ligger i provinsen Newfoundland och Labrador, i den östra delen av landet, 1 700 km öster om huvudstaden Ottawa. Arean är 2,0 kvadratkilometer.
Terrängen på Silver Fox Island är platt. Öns högsta punkt är 95 meter över havet. Den sträcker sig 1,3 kilometer i nord-sydlig riktning, och 2,6 kilometer i öst-västlig riktning.